# Бардин, Борис Сабирович
Бори́с Саби́рович Ба́рдин (род. 7 февраля 1966) — российский математик и физик, доктор физико-математических наук, профессор РАН с 2016 г.
Окончил Московский авиационный институт (МАИ) (1989, специальность «прикладная математика»), его аспирантуру (1989—1992) и докторантуру (1997—2000).
Диссертации:
- Исследование нелинейной динамики твёрдых и упругих летательных аппаратов в гравитационном поле : диссертация … кандидата физико-математических наук : 01.02.01. — Москва, 1992. — 156 с. : ил. Теоретическая механика
- Устойчивость движения и нелинейные колебания в задачах классической и небесной механики : диссертация … доктора физико-математических наук : 01.02.01 / Бардин Борис Сабирович; [Место защиты: Моск. гос. авиац. ин-т]. — Москва, 2008. — 380 с. : ил.

Доктор физико-математических наук (2008), профессор РАН (2016).
Работает в МАИ с 1990 г., в настоящее время — заведующий кафедрой мехатроники и теоретической механики.
Помимо МАИ, читает (читал) курсы лекций в ВАВТ, РАНХиГС, МГИМО, МУМ.
Область научных интересов: теория устойчивости, теория нелинейных колебаний, небесная механика, динамика спутников.